# Lushnjë (stad)
Lushnjë ([luʃɲ(ə)]; bepaalde vorm: Lushnja) is een stad (bashki) in het westen van Albanië,  in de prefectuur Fier aan de Adriatische Zee. Met 84.000 inwoners (2011) is Lushnjë de achtste grootste stad (bashki) van het land. De stad ligt aan de noordoostelijke rand van de Myzeqevlakte, een belangrijk landbouwgebied. Aan de andere kant van Lushnjë wordt het landschap licht heuvelachtig.
In 1920 was Lushnjë de tijdelijke hoofdstad van het land, en de plaats waar het Congres van Lushnjë Tirana tot hoofdstad uitriep.

## Bestuurlijke indeling
Administratieve componenten (njësitë administrative përbërëse) na de gemeentelijke herinrichting van 2015 (inwoners tijdens de census 2011 tussen haakjes):
Allkaj (4319) • Ballagat (2461) • Bubullimë (5548) • Dushk (7872) • Fier Shegan (7023) • Golem (5243) • Hysgjokaj (2603) • Karbunarë (4193) • Kolonjë (5728) • Krutje (7564) • Lushnjë (31105).
De stad wordt verder ingedeeld in 88 plaatsen: Allkaj, Allprenaj, Ardenicë, Arrës, Balaj, Ballagat, Barbullinjë, Biçakaj i Ri, Biçakaj i vjetër, Biçakaj, Bishqethëm, Bitaj, Bubullimë, Çanakaj, Çinar, Çukas i Ri, Çukas i Vjetër, Delisufaj, Dushk i Madh, Dushk Peqin, Eskaj, Fier i Ri, Fier Shegan, Garunjas, Gjaz, Gjonas, Gjuzaj, Gjyshaj, Golem i Madh, Golemi i Vogël, Gorre, Gramsh, Hajdaraj, Halilaj, Hysgjokaj, i Vjetër, Imsht, Jazexhi, Jeta e Re, Kadiaj, Kamçishtë, Karbunarë e Sipërme, Karbunarë, Kasharaj, Kashtëbardhë, Koçaj, Kolonjë, Konjat, Kosovë e Vogël, Krutje e Poshtme, Krutje e Sipërme, Kupaj, Kurtin, Lekaj, Lifaj i Ri, Lifaj, Lumth, Lushnje, Manasufaj, Mazhaj, Mollas, Murizë Peqin , Murriz Kozare, Ngurrës i Madh, Ngurrës i Vogël, Pirrë, Plug, Qerret i ri, Qerret i Vjetër, Rrapës Fshat, Rrapës Sektor, Rrupaj, Saver, Sejmenas, Sektor, Shakuj, Shegas, Skilaj, Stankarbunarë, Thanasaj, Thanë, Toshkës, Xibrakë, Zgjanë, Zham Fshat, Zham, Zhelizhan, Zhym.

## Sport
Voetbalclub KS Lushnja speelt in de Kategoria e Parë, de op een na hoogste voetbaldivisie in Albanië. De thuiswedstrijden worden afgewerkt in het Abdurrahman Roza Haxhiu-stadion, dat plaats biedt aan 11.000 toeschouwers.

## Stedenband
- Brindisi (Italië)

## Geboren
- Margarita Xhepa (1932), actrice
- Vaçe Zela (1939), zangeres
- Lindita Arapi (1972), schrijfster
- Rey Manaj (1997), voetballer